# Anna Orlova
Anna Orlova (Riga, URSS, 23 de agosto de 1972) es una deportista letona que compitió en luge en la modalidad individual.
Ganó una medalla de plata en el Campeonato Mundial de Luge de 2003 y dos medallas en el Campeonato Europeo de Luge, oro en 2010 y bronce en 2006.
Participó en seis Juegos Olímpicos de Invierno, entre los años 1992 y 2010, ocupando el séptimo lugar en Turín 2006, en la prueba individual.

## Palmarés internacional
| Campeonato Mundial | Campeonato Mundial    | Campeonato Mundial | Campeonato Mundial |
| Año                | Lugar                 | Medalla            | Prueba             |
| ------------------ | --------------------- | ------------------ | ------------------ |
| 2003               | Sigulda (Letonia)     | Medalla de plata   | Equipo             |
| Campeonato Europeo |                       |                    |                    |
| Año                | Lugar                 | Medalla            | Prueba             |
| 2006               | Winterberg (Alemania) | Medalla de bronce  | Equipo             |
| 2010               | Sigulda (Letonia)     | Medalla de oro     | Equipo             |